# Chris Robinson
Pour les articles homonymes, voir Chris Robinson (homonymie) et Robinson.
Chris Robinson, né le 20 décembre 1966 à Marietta, en Géorgie, aux États-Unis, est le chanteur du groupe américain The Black Crowes, dont il forme, avec son frère Rich, le noyau dur. Chris et Rich ont écrit et composé la majorité des morceaux présents sur les disques du groupe. Rich est, en ce qui le concerne, le guitariste du groupe.
Il fut marié à l'actrice Kate Hudson, de 2000 à 2007, avec laquelle il a eu un fils, Ryder (né en 2004).